# ریچل وایس
ریچل هانا وایس (انگلیسی: Rachel Hannah Weisz؛ زادهٔ ۷ مارس ۱۹۷۰) بازیگر انگلیسی است. او دریافت‌کنندهٔ جوایز گوناگونی از جمله یک جایزهٔ اسکار، یک جایزهٔ گلدن گلوب و یک جایزهٔ آکادمی فیلم بریتانیا بوده‌است.
وایس بازیگری را در اوایل دههٔ ۱۹۹۰ با حضور در تلویزیون و تئاتر بریتانیا آغاز کرد و بازیگری در سینما را اولین بار در فیلم ماشین مرگ (۱۹۹۴) تجربه کرد. او در سال ۱۹۹۴ برای احیای نمایش طراحی برای زندگی اثر نوئل کوارد برندهٔ جایزهٔ تئاتر حلقهٔ منتقدان شد و در سال ۱۹۹۹ بار دیگر با نمایش ناگهان تابستان گذشته اثر تنسی ویلیامز به روی صحنه رفت. فعالیت سینمایی برجسته‌اش در فیلم‌های اکشن مومیایی (۱۹۹۹) و بازگشت مومیایی(۲۰۰۱) بود. وایس در دههٔ ۲۰۰۰ با فیلم‌های دشمن پشت دروازه‌ها (۲۰۰۱)، درباره یک پسر (۲۰۰۲)، کنستانتین (۲۰۰۵) و چشمه (۲۰۰۶) به شهرت رسید.
وایس در سال ۲۰۰۵ برای عملکردش در نقش یک کنشگر در فیلم تریلر باغبان وفادار برندهٔ جایزهٔ اسکار و گلدن گلوب در رشتهٔ بهترین بازیگر نقش مکمل زن شد. در سال ۲۰۰۹ هم برای احیای نمایش اتوبوسی به نام هوس برندهٔ جایزهٔ لارنس الیویه بهترین بازیگر زن شد. او در دههٔ ۲۰۱۰ در چندین فیلم با بودجهٔ بالا مانند فیلم اکشن میراث بورن (۲۰۱۲) و فیلم فانتزی از بزرگ و قدرتمند (۲۰۱۳) ظاهر شد و برای نقش‌آفرینی در فیلم‌های مستقل دریای آبی عمیق (۲۰۱۱) و سوگلی (۲۰۱۸) مورد تحسین قرار گرفت. وایس برای به تصویر کشیدن سارا چرچیل در سوگلی برندهٔ جایزهٔ بفتای بهترین بازیگر نقش مکمل زن و نامزد دریافت یک جایزهٔ اسکار شد. او در سال ۲۰۲۱ در فیلم ابرقهرمانی بیوهٔ سیاه از دنیای سینمایی مارول ایفای نقش کرد.
وایس از سال ۲۰۰۵ تا ۲۰۱۰ با فیلم‌ساز، دارن آرونوفسکی، نامزد کرده بود و از او صاحب یک فرزند شد. او در سال ۲۰۱۱ با دنیل کریگ ازدواج کرد و از او صاحب یک فرزند دیگر شده‌است.

## زندگی هنری
وی کار بازیگری را از ترینیتی هال کمبریج با ایجاد یک گروه تئاتر آغاز کرد. این گروه جایزه دانشجویی درام را برای نمایشنامه خوبش در حاشیه جشنواره ادینبورگ از گاردین دریافت کرد. اولین فیلم سینمایی که در آن حضور یافت، ماشین مرگ نام داشت. وی با فیلم موفق مومیایی به محبوبیت رسید. وایس در دنباله این فیلم یعنی بازگشت مومیایی نیز به ایفای نقش پرداخت اما از حضور در قسمت سوم این سری کناره‌گیری کرد. وی همچنین در فیلم کنستانتین نقش آفرینی و در فیلم اراگون به جای سفیرا (اژدهای اراگون) صداپیشگی کرد. از مهمترین فیلم‌های سال‌های اخیر او سوگلی قابل اشاره اشت.

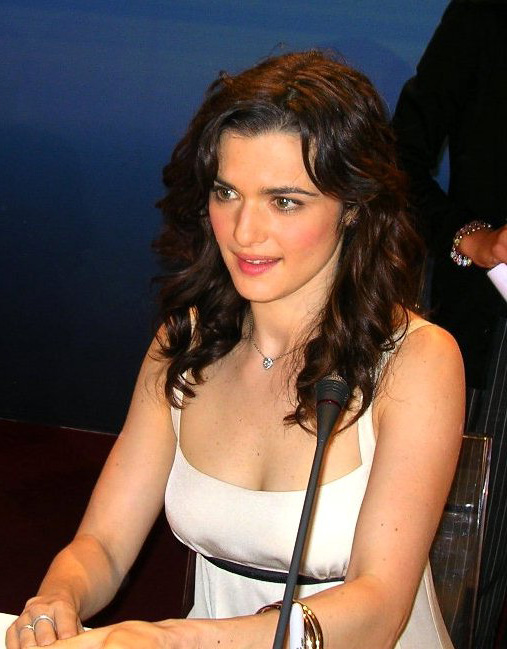
وایس در سال ۲۰۰۷

## جوایز و افتخارات

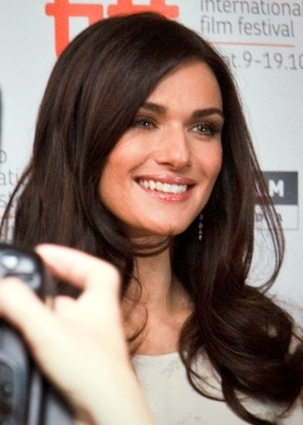
در جشنواره بین‌المللی فیلم تورنتو ۲۰۱۰

- برنده جایزه اسکار بهترین بازیگر نقش مکمل زن در سال ۲۰۰۵
- برنده جایزه گلدن گلوب بهترین بازیگر نقش مکمل زن در سال ۲۰۰۵
- برنده جایزه انجمن بازیگران فیلم برای بهترین بازیگر نقش مکمل زن در سال ۲۰۰۶ برای فیلم باغبان وفادار
- برنده جایزه بفتای بهترین بازیگر نقش مکمل زن سال ۲۰۱۹ برای فیلم سوگلی

## فیلم‌شناسی
| سال  | نام فیلم                                            | نقش                      | نکات مهم |
| ---- | --------------------------------------------------- | ------------------------ | --- |
| ۱۹۹۴ | ماشین مرگ                                           | مدیر تازه‌کار             | |
| ۱۹۹۶ | واکنش زنجیره‌ای                                      | دکتر لی‌لی سینکلر         | |
| ۱۹۹۶ | زیبایی ربوده شده                                    | میراندا فاکس             | |
| ۱۹۹۷ | خم شده                                              | فاحشه                    | |
| ۱۹۹۷ | رفتن تمام راه                                       | ماری پیلچر               | |
| ۱۹۹۷ | گرفته شده از دریا                                   | امی فوستر                | |
| ۱۹۹۸ | من تو را می‌خواهم                                    | هلن                      | |
| ۱۹۹۸ | تابستانم با دس                                      | رزی                      | |
| ۱۹۹۸ | سرزمین دختران                                       | آگاپانتوس                | |
| ۱۹۹۹ | مومیایی                                             |                          | نامزد جایزه زحل برای بهترین بازیگر نقش مکمل زن و نامزد جایزه امپایر |
| ۱۹۹۹ | نور خورشید                                          | گرتا                     | نامزد جایزه جنی برای بهترین نقش مکمل زن |
| ۱۹۹۹ | داستان‌های تونل                                      | آنجلا                    | |
| ۱۹۹۹ | ناگهان تابستان گذشته                                |                          | |
| ۲۰۰۰ | موجودات زیبا                                        | پتولا                    | |
| ۲۰۰۰ | این یک خروجی نیست: داستانی جهانی از برت ایستون الیس | لورن هایند               | |
| ۲۰۰۱ | دشمن پشت دروازه‌ها                                   | تانیا چرنووا             | نامزد جوایز فیلم اروپا برای بهترین بازیگر زن |
| ۲۰۰۱ | بازگشت مومیایی                                      | اولین کارناهان           | |
| ۲۰۰۲ | درباره یک پسر                                       | راشل                     | |
| ۲۰۰۳ | اعتماد                                              | لی‌لی                     | |
| ۲۰۰۳ | شکل چیزها                                           | اولین آن تامسون          | همچنین تهیه‌کننده |
| ۲۰۰۳ | هیئت منصفه فراری                                    | مارلی                    | |
| ۲۰۰۴ | رشک                                                 | دبی دینگمن               | |
| ۲۰۰۵ | کنستانتین                                           | آنجلا/ایزابل             | نامزد جوایز برگزیده نوجوانان |
| ۲۰۰۵ | باغبان وفادار                                       | تسا                      | جایزه اسکار بهترین بازیگر نقش مکمل زن جایزه فیلم مستقل بریتانیا برای بهترین بازیگر زن جایزه گلدن گلوب بهترین بازیگر نقش مکمل زن جایزه منتقدان فیلم آیووا برای بهترین نقش مکمل زن جایزه انجمن منتقدان فیلم لندن برای بهترین هنرپیشه زن جایزه انجمن منتقدان سن دیه‌گو برای بهترین نقش مکمل زن جایزه انجمن بازیگران فیلم برای بهترین بازیگر نقش مکمل زن بهترین بازیگر نقش مکمل زن انجمن منتقدان فیلم سنت لوییس جایزه منتقدان فیلم یوتا برای بهترین نقش مکمل زن نامزد جایزه بفتای بهترین بازیگر نقش اول زن نامزد بهترین بازیگر نقش مکمل زن انجمن منتقدان فیلم شیکاگو نامزد بهترین نقش مکمل انجمن منتقدان آنلاین فیلم نامزد جایزه سینمایی انتخاب منتقدان برای بهترین بازیگر نقش مکمل زن |
| ۲۰۰۶ | چشمه                                                | ایزابلای یکم کاستیا      | |
| ۲۰۰۶ | اراگون                                              | سفیرا                    | |
| ۲۰۰۷ | فرد کلاوس                                           | واندا                    | |
| ۲۰۰۷ | شب‌های زغال‌اخته‌ای من                                 | سو لین                   | |
| ۲۰۰۸ | قطعاً، شاید                                          | سامر هارتلی              | |
| ۲۰۰۸ | برادران بلوم                                        | پنه‌لوپه                  | |
| ۲۰۰۹ | استخوان‌های دوست‌داشتنی                               | آبیگیل سلمون             | |
| ۲۰۰۹ | آگورا                                               | هیپاتیا                  | نامزد جایزه گویا برای بهترین بازیگر زن |
| ۲۰۰۹ | اتوبوسی به نام هوس (نمایش‌نامه)                      |                          | |
| ۲۰۱۰ | افشاگر                                              | کترین بولکواک            | |
| ۲۰۱۰ | سیمپسون‌ها                                           |                          | |
| ۲۰۱۱ | خانه رؤیایی                                         | لی‌بی آتنتون              | |
| ۲۰۱۱ | دریای آبی عمیق                                      | هستر کولیر               | نامزد جایزه گلدن گلوب بهترین بازیگر زن فیلم درام |
| ۲۰۱۱ | ۳۶۰                                                 | رز                       | |
| ۲۰۱۲ | میراث بورن                                          | مارتا شیرینگ             | |
| ۲۰۱۳ | از بزرگ و قدرتمند                                   | اوانورا                  | |
| ۲۰۱۵ | خرچنگ                                               | زن کوته‌نظر               | |
| ۲۰۱۵ | جوانی                                               | لنا بالینگر              | |
| ۲۰۱۶ | نوری در میان اقیانوس‌ها                              | هانا                     | |
| ۲۰۱۷ | دخترعموی من ریچل                                    | ریچل                     | |
| ۲۰۱۷ | نافرمانی                                            | رونیت کروشکا             | |
| ۲۰۱۷ | بخشش                                                |                          | |
| ۲۰۱۸ | سوگلی                                               | سارا چرچیل، دوشس مارلبرو | |
| ۲۰۲۱ | بیوه سیاه                                           | ملینا                    | |